# Nikolaj Charitonov
Nikolaj Michajlovič Charitonov (in russo Николай Михайлович Харитонов?; Rezino, 30 ottobre 1948) è un politico russo della regione di Novosibirsk.
È stato un esponente di spicco del Partito Agrario di Russia ed è tuttora membro della Duma di Stato.  Si è candidato alle elezioni presidenziali del 2004, sostenuto dal Partito Agrario e dal Partito Comunista della Federazione Russa, perdendo contro Vladimir Putin, con il 13,7% dei voti espressi.

## Biografia
Nikolaj Charitonov è nato il 30 ottobre 1948 nel villaggio di Rezino, nella regione di Novosibirsk. Si è laureato presso l'Istituto agrario di Novosibirsk. Dal 1972 al 1994 ha lavorato come agronomo. Nel 1990 è stato eletto deputato popolare della Repubblica Socialista Federativa Sovietica Russa. Nel 1991 diventa membro del Partito Socialista dei Lavoratori. Nel 1993, ha partecipato alla creazione del Partito Agrario di Russia, di cui è stato eletto vicepresidente di Mikhail Lapshin. 
Nel 1995 si è laureato presso l'Accademia di Economia Nazionale sotto il governo della Federazione Russa. Nelle elezioni presidenziali del 1996 ha sostenuto la candidatura di Gennadij Zjuganov. Il 19 dicembre 1999 è stato eletto deputato della Duma di Stato nella lista del Partito Comunista della Federazione Russa. Alla Duma, ha diretto il Gruppo dei deputati agroindustriali. Nikolaj Charitonov divenne uno dei leader dell'Unione agraria e industriale della Russia, che unì i circoli agrari filo-comunisti.
Il 7 dicembre 2003, è stato nuovamente eletto deputato della Duma di Stato. Ha assunto la carica di Primo Vice Presidente del Comitato per le Questioni Agrarie. Al congresso del Partito Comunista della Federazione Russa è stato eletto unico candidato del partito alle elezioni presidenziali del marzo 2004. Nel 2007 si dimise dal Partito Agrario di Russia, a causa della cooperazione attiva di questo partito con Russia Unita. È stato incluso nella lista federale del Partito Comunista della Federazione Russa nelle elezioni della Duma del 2007.
Il 29 novembre 2008 è diventato membro del Partito Comunista della Federazione Russa al XIII Congresso e il 30 novembre è stato eletto membro del Comitato Centrale del Partito Comunista della Federazione Russa. Nel 2011 è stato nuovamente eletto deputato della Duma di Stato, in cui ha guidato la Commissione per la politica regionale e i problemi del Nord e dell'Estremo Oriente della Duma di Stato. Nelle elezioni alla Duma di Stato del 2016, si è candidato nella 52ª circoscrizione monocratica di Armavir, territorio di Krasnodar, ed è stato eletto deputato. È stato nuovamente nominato a capo della commissione per la politica regionale e i problemi del Nord e dell'Estremo Oriente.

### Vita privata
Kharitonov è appassionato di caccia e sport. È sposato e ha quattro figlie.